# Жил-был город безумных…
«Жил-был город безумных…» (итал. C’era una volta la città dei matti…) — итальянский двухсерийный фильм.
Снят в 2009 году, сценарий написан Марко Турко (итал. Marco Turco) и реализован компаниями Rai Fiction и Ciao Ragazzi! под руководством Клаудии Мори. Показан на «Фестивале международного фильма и телевидения в Бари» 25 января 2010 года в театре Петруцелли, 7—8 февраля того же года прошёл по телеканалу Rai Uno. Фильм включает 2 серии; жанр фильма — биография и драма.

## Сюжет
Фильм фактически повествует о деятельности Франко Базальи — известного итальянского психиатра и обстановке в психиатрических больницах Италии, которая послужила поводом к созданию им проекта особого закона.
Первую серию фильма просмотрели 5 442 000 телезрителей, вторую — 5 900 000 телезрителей.

## Награды
Фильм получил приз «Золотая Нимфа» на Международном фестивале телевизионных фильмов в Монте-Карло как лучший фильм и за лучшую мужскую роль в телевизионном фильме, а также удостоился приза «Серебряная Магнолия» на телевизионном фестивале в Шанхае.